# Messerschmitt Me P.1107
De Messerschmitt Me P.1107 was een bommenwerper ontworpen door de Duitse vliegtuigontwerper Messerschmitt aan het einde van de Tweede Wereldoorlog. De Me P.1107 was het eerste ontwerp van Messerschmitt voor een straalbommenwerper.

## Uitvoeringen

### Messerschmitt Me P.1107/I
Dit was het eerste ontwerp voor P.1107 project. Het ontwerp was uitgerust met vier B.M.W 018 straalmotoren. Deze waren in twee gondels onder de vleugels aangebracht. Door gebruik te maken van deze configuratie werd het mogelijk om van een standaard staartsectie gebruik te maken. Het bommenruim kon 4.000 kg aan bommen vervoeren. Het ontwerp was niet van defensieve bewapening voorzien.
De spanwijdte bedroeg 17,37 m en de maximumsnelheid 880 km/uur.

### Messerschmitt Me P.1107/II
De Me P.1107/II was het tweede en tevens laatste ontwerp van dit project. Het was voorzien van een geheel metalen constructie. De vleugels waren voorzien van een pijlstand en in de vleugelwortels waren de vier B.M.W 018 straalmotoren aangebracht. Het landingsgestel was in de onderkant van de romp aangebracht evenals het bommenruim. De staartsectie had een V-vorm om zo de staartvlakken vrij te houden van uitlaatgassen. Dit kon omdat de motoren zo dicht tegen de romp waren geplaatst een probleem vormen. Het bommenruim kon 4.000 kg aan bommen vervoeren. Het ontwerp was niet van defensieve bewapening voorzien.
Deze uitvoering was in aanbouw toen het einde van de Tweede Wereldoorlog ook aan dit project een einde maakte.
De spanwijdte bedroeg 17,37 m en de maximumsnelheid 880 km/uur.
Vooroorlogse ontwerpen:
S 7 ·
S 8 ·
S 9 ·
S 10 ·
S 13 ·
S 14 ·
S 15 ·
S 16 ·
M 17 ·
M 18 ·
M 19 ·
M 20 ·
M 21 ·
M 22 ·
M 23 ·
M 24 ·
M 25 ·
M 26 ·
M 27 ·
M 28 ·
M 29 ·
M 30 ·
M 31 ·
M 33 ·
M 35 ·
M 36 · 
M 37
Ontwerpen 1933-1945:
Bf 108 · 
Bf 109 ·
Bf 109TL ·
Bf 109Z ·
Bf 110 ·
Bf 161 ·
Bf 162 ·
Me 163 · 
Me 209 ·
Me 210 ·
Me 261 ·
Me 262 · 
Me 263 ·
Me 264 · 
Me 265 · 
Me 290 · 
Me 309 ·
Me 309Z ·
Me 321 · 
Me 323 · 
Me 328 · 
Me 334 ·
Me 410 · 
Me 509 · 
Projecten tot 1945:
P.1051 ·
P.1062 ·
P.1065 ·
P.1070 ·
P.1073 ·
P.1092 ·
P.1095 ·
P.1099 ·
P.1100 ·
P.1101 ·
P.1102 ·
P.1103 ·
P.1104 ·
P.1106 ·
P.1107 ·
P.1108 ·
P.1109 ·
P.1110 ·
P.1111 ·
P.1112
Libelle ·
Schwalbe ·
Wespe ·
P.08.01 ·
Zerstörer Project II
Overig:
C-44